# Френк Маккул
Френк Маккул (англ. Frank McCool, нар. 27 жовтня 1918, Калгарі — пом. 20 травня 1973, Ошава) — канадський хокеїст, що грав на позиції воротаря.
Володар Кубка Стенлі.

## Ігрова кар'єра
Хокейну кар'єру розпочав 1936 року.
Усю професійну клубну ігрову кар'єру, що тривала 10 років, провів, захищаючи кольори команди «Торонто Мейпл-Ліфс».
Загалом провів 314 матчів у НХЛ, включаючи 242 гри плей-оф Кубка Стенлі.

## Нагороди та досягнення
- Володар Кубка Стенлі в складі «Торонто Мейпл-Ліфс» — 1945.

## Статистика
| Сезон        | Клуб                 | Ліга         | Регулярний сезон | Регулярний сезон | Регулярний сезон | Регулярний сезон | Регулярний сезон | Регулярний сезон | Регулярний сезон | Регулярний сезон | Плей-оф | Плей-оф | Плей-оф | Плей-оф | Плей-оф | Плей-оф | Плей-оф | Плей-оф |
| Сезон        | Клуб                 | Ліга         | І                | В                | П                | Н                | Хв               | ПГ               | ІБГ              | ПГГ              | І       | В       | П       | Хв      | ПГ      | ІБГ     | ПГA     |         |
| ------------ | -------------------- | ------------ | ---------------- | ---------------- | ---------------- | ---------------- | ---------------- | ---------------- | ---------------- | ---------------- | ------- | ------- | ------- | ------- | ------- | ------- | ------- | ------- |
| 1936–37      | «Калгарі Бронкс»     | АШХЛ         | 2                | —                | —                | —                | 120              | 9                | 0                | 4.50             | —       | —       | —       | —       | —       | —       | —       |         |
| 1936–37      | «Калгарі Канадіанс»  | CCJHL        | 1                | —                | —                | —                | 60               | 3                | 0                | 3.00             | —       | —       | —       | —       | —       | —       | —       |         |
| 1937–38      | «Калгарі Колумбус»   | СШХЛ         | 12               | —                | —                | —                | 720              | 47               | 1                | 3.92             | 3       | —       | —       | 180     | 8       | 0       | 2.67    |         |
| 1937–38      | «Калгарі Канадіанс»  | МК           | —                | —                | —                | —                | —                | —                | —                | —                | 4       | 1       | 3       | 240     | 19      | 0       | 4.75    |         |
| 1939–40      | Університет Гонзага  | НКАА         | 8                | —                | —                | —                | 480              | 46               | 0                | 5.75             | —       | —       | —       | —       | —       | —       | —       |         |
| 1940–41      | Університет Гонзага  | НКАА         | —                | —                | —                | —                | —                | —                | —                | —                | —       | —       | —       | —       | —       | —       | —       |         |
| 1941–42      | Університет Гонзага  | НКАА         | —                | —                | —                | —                | —                | —                | —                | —                | —       | —       | —       | —       | —       | —       | —       |         |
| 1942–43      | «Калгарі»            | АШХЛ         | 24               | —                | —                | —                | 1440             | 81               | 1                | 3.37             | 5       | 2       | 3       | 300     | 20      | 0       | 4.00    |         |
| 1944–45      | «Торонто Мейпл-Ліфс» | НХЛ          | 50               | 24               | 22               | 4                | 3000             | 161              | 4                | 3.22             | 13      | 8       | 5       | 807     | 30      | 4       | 2.23    |         |
| 1945–46      | «Торонто Мейпл-Ліфс» | НХЛ          | 22               | 10               | 9                | 3                | 1320             | 81               | 0                | 3.68             | —       | —       | —       | —       | —       | —       | —       |         |
| Усього в НХЛ | Усього в НХЛ         | Усього в НХЛ | 72               | 34               | 31               | 7                | 4320             | 242              | 4                | 3.36             | 13      | 8       | 5       | 807     | 30      | 4       | 2.23    |         |